# Łabskie Piaskowce

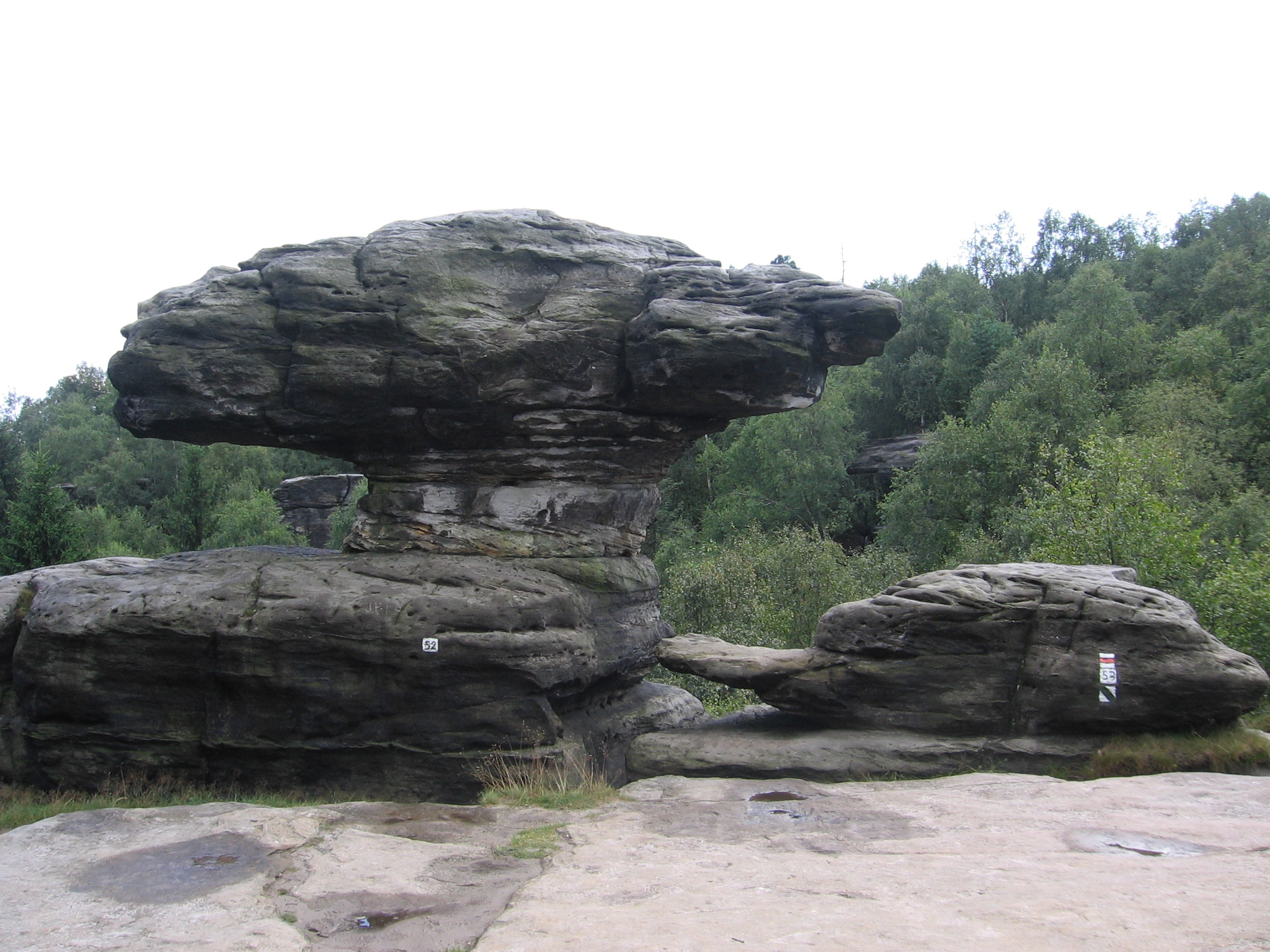
Łabskie Piskowce formy skalne "Grzyb" i "Żółw" w Tiských stěnach

Łabskie Piaskowce (czes. Labské pískovce) – kraina geograficzna w Czechach.
Kraina położona jest w północnych Czechach, na Wyżynie Dieczyńskiej. Rozciąga się między miejscowościami Petrovice na zachodzie i Chřibská na wschodzie oraz Děčín na południu, gdzie graniczy z Czeskim Średniogórzem, aż po granicę z Niemcami na północy, gdzie graniczy ze Szwajcarią Saksońską. Obejmuje swym zasięgiem Park Narodowy Czeska Szwajcaria.
Na obszarze występują liczne skupiska form skalnych jak: pionowe ściany, baszty, iglice, wąwozy,szczeliny i wąskie tarasy skalne, położone na rozległej płycie o średniej wysokości 400 m n.p.m., zbudowanej ze skał osadowych, piaskowców i margli, w której sieć dolin rzecznych tworzy system odrębnych masywów o charakterystycznym krajobrazie dla gór płytowych. Obszar Łabskich Piaskowców z geograficznego punktu widzenia nie stanowi pasma górskiego.
Jest to region powstały około 100 mln lat temu. W morzu, którego wody w mezozoiku, w okresie kredy pokrywały ten teren, osadziły się osady piasku o grubości kilkuset metrów. Po ustąpieniu morza, w wyniku procesów metamorficznych nagromadzone osady, przekształciły się w skały osadowe: piaskowce oraz margle (skały ilasto-wapienne). Kilkadziesiąt milionów lat później, wskutek działalności wulkanicznej na sąsiednim Czeskim Średniogórzu, warstwy piaskowca zostały zaburzone układem załamań i spękań. Nastąpiło w wielu miejscach przełamanie pierwotnie zwartej płyty piaskowcowej na kry, a następnie wzmocnienie piaskowców w wyniku wypływu lawy. Przez następne miliony lat forma  krajobrazu była kształtowana przez najróżniejsze siły erozyjne. W płycie piaskowca powstawały pęknięcia, które stopniowo w wyniku procesów erozyjnych coraz bardziej poszerzały się w rozległe szczeliny i wyrwy tworząc samotnie stojące wieże i skały oraz przeróżne formy skalne.
Na obszarze Łabskich Piaskowców utworzono park krajobrazowy stanowiący Obszar Chronionego Krajobrazu Łabskie Piaskowce, w celu ochrony form skalnych i rozległych obszarów o charakterystycznej krawędziowej rzeźbie terenu i naturalnych ekosystemach.